# Nahmer (Hagen)

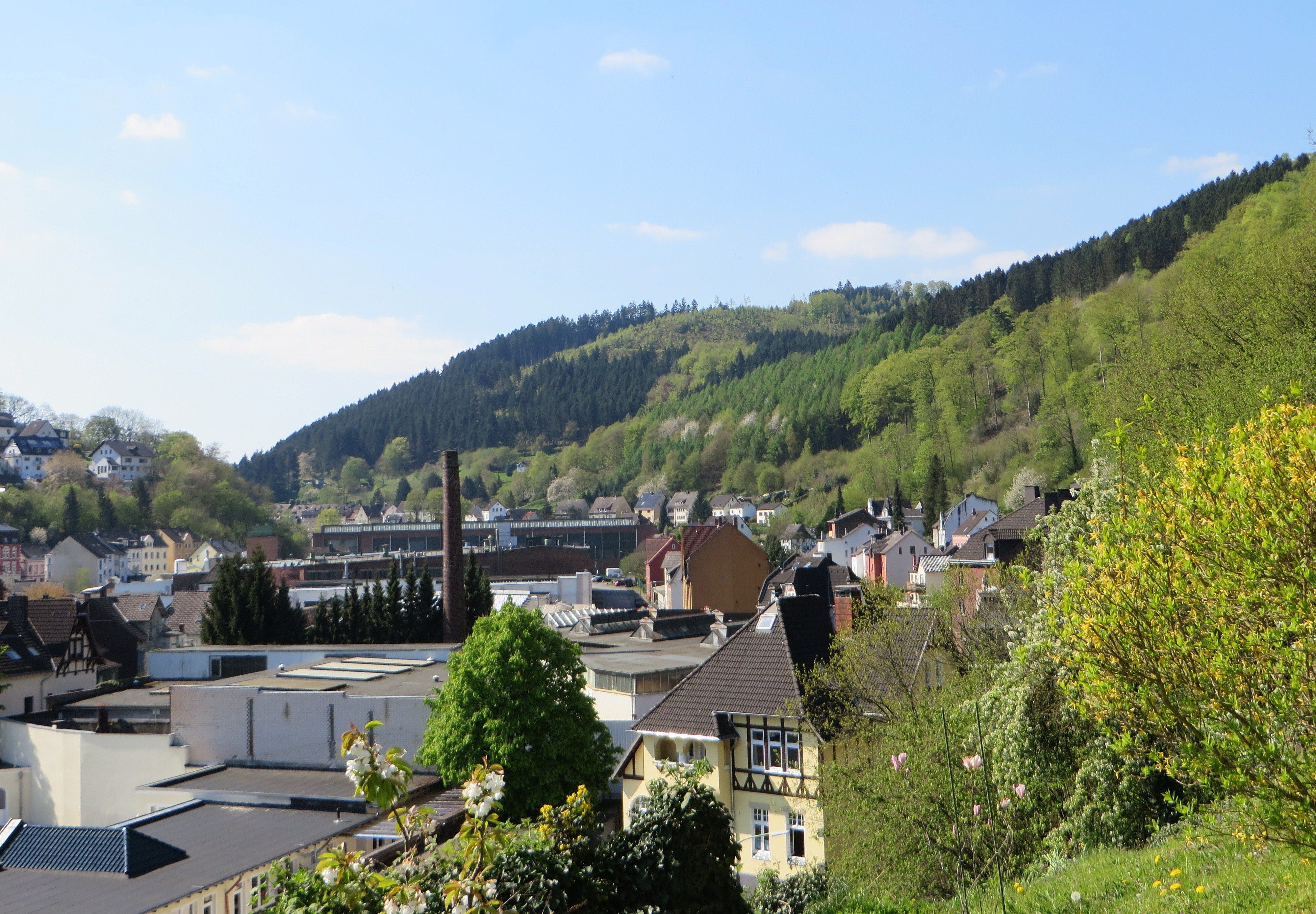
Blick auf die Unternahmer

Die Nahmer ist ein Ortsteil des Stadtbezirks Hohenlimburg der Stadt Hagen. Er bildet zusammen mit Oege einen Statistischen Bezirk. Am 31. Dezember 2018 lebten 4286 Einwohner im Wohnbezirk Oege/Nahmer.

## Geografie
Der Ortsteil Nahmer liegt linksseitig der Lenne und südlich von Hohenlimburg-Mitte und dem Ortsteil Oege. Nahmer liegt langgestreckt südlich durch das Nahmerbachtal bis an den Stadtteil Dahl. Westlich des Tals liegt auf der Höhe das große bewaldete Landschaftsschutzgebiet Stoppelberg mit der Wallburg Sieben Gräben und der höchsten Erhebung, dem Schleipenberg (336 m). Östlich des Tals liegt auf der Höhe das bewaldete Landschaftsschutzgebiet Roter Stein, Zimmerberg mit dem 320 m hohen Zimmerberg an der Hagener Stadtgrenze zu Nachrodt-Wiblingwerde. Die Hauptverbindung im Ort, die Unternahmer- und Obernahmerstraße, führt bis Lahmen Hasen und weiter bis in die im Volksmund genannte „Nahmer Schweiz“. In der Obernahmer zweigt zudem südwestlich das Nimmertal ab.
Ausgehend von dem in Vorzeiten im Nahmer- und Nimmertal sumpfigen Wald- und Weidelandes, kann heute die Namensdeutung des Wortes Nahmer bzw. Nimmer, abstammend vom Altsächsischen nimid, mit Hain, Weideplatz umschrieben werden.

## Geschichte

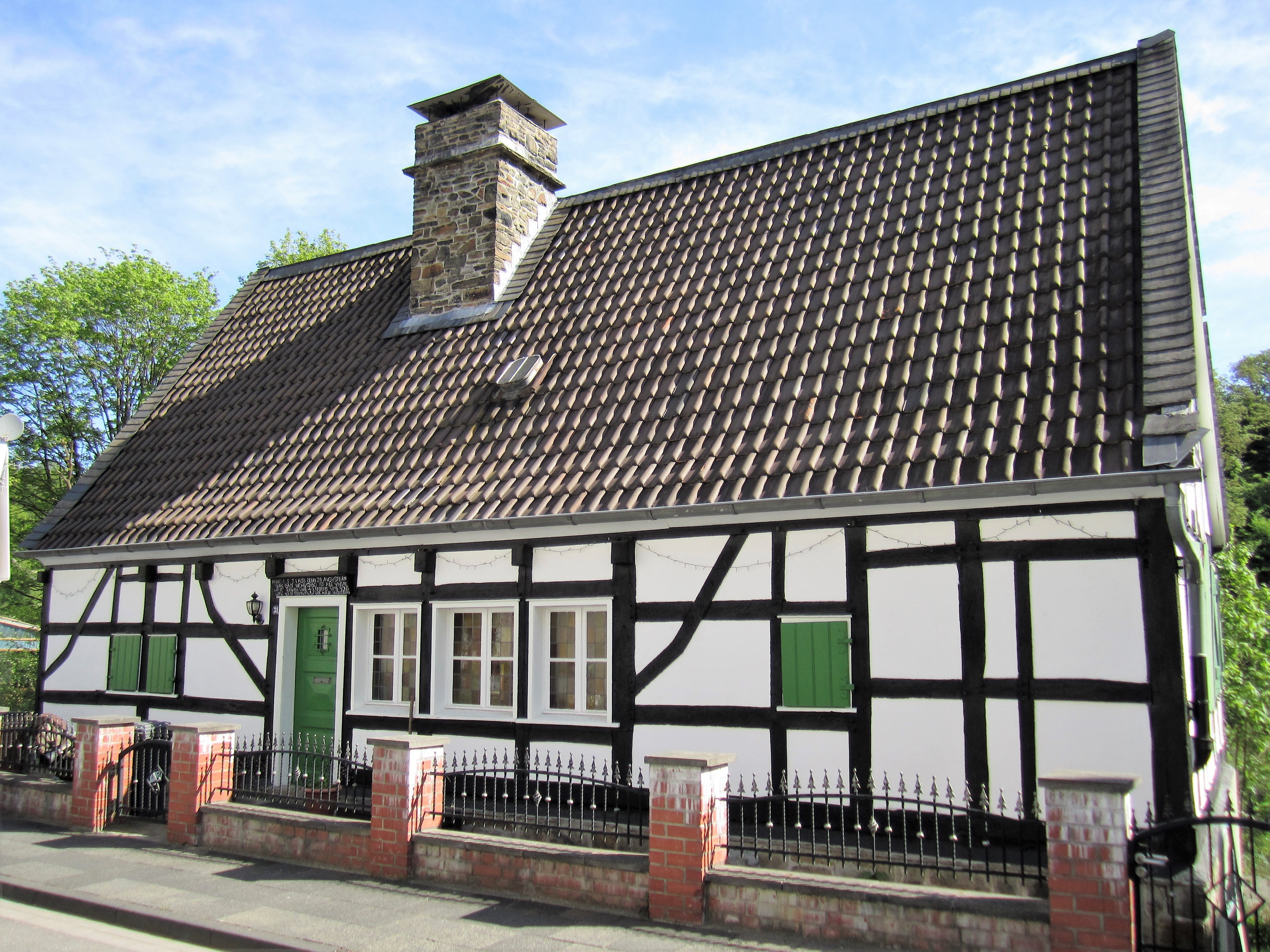
Historischer Kupferhammer

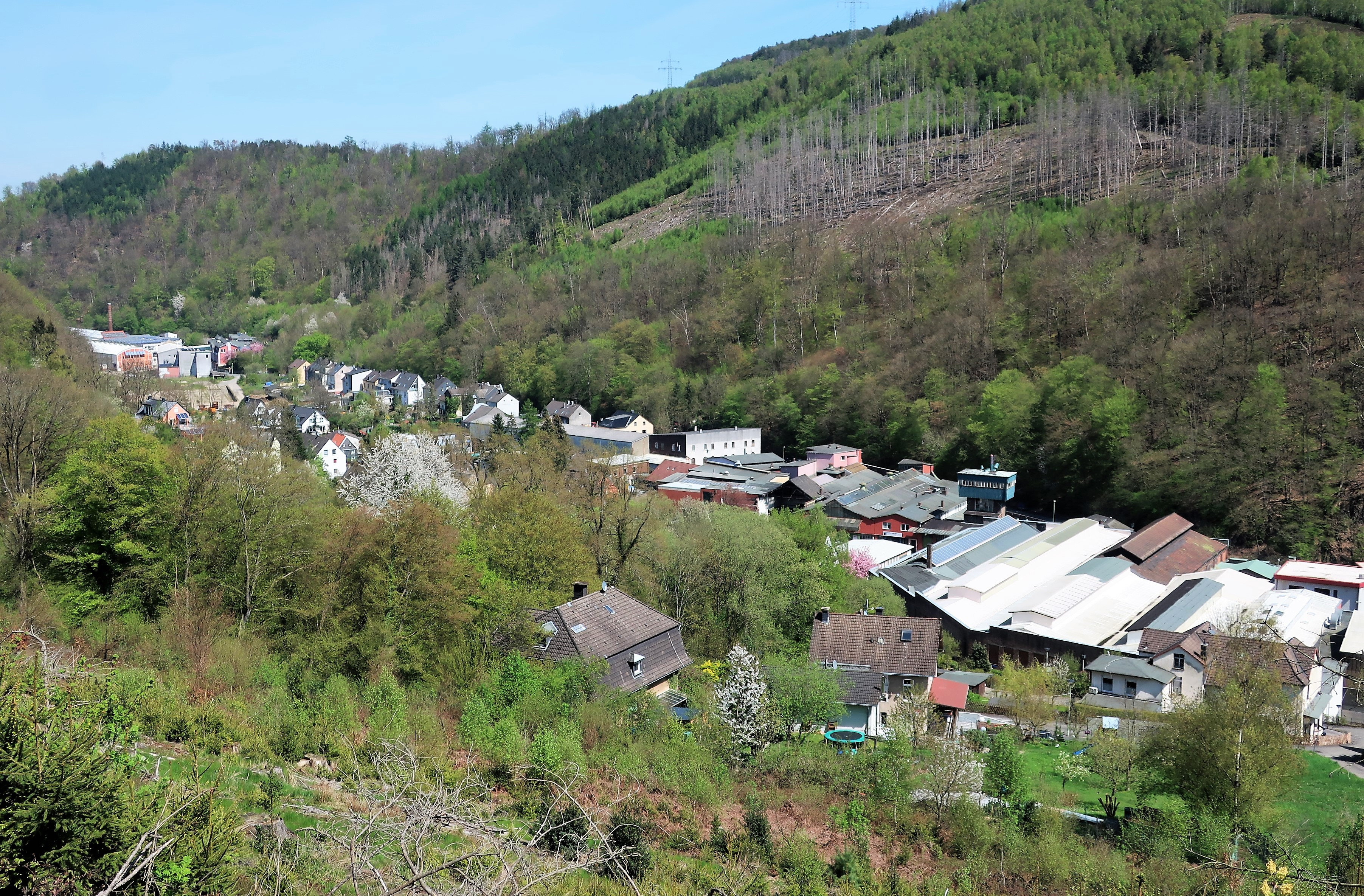
Blick auf die Obernahmer

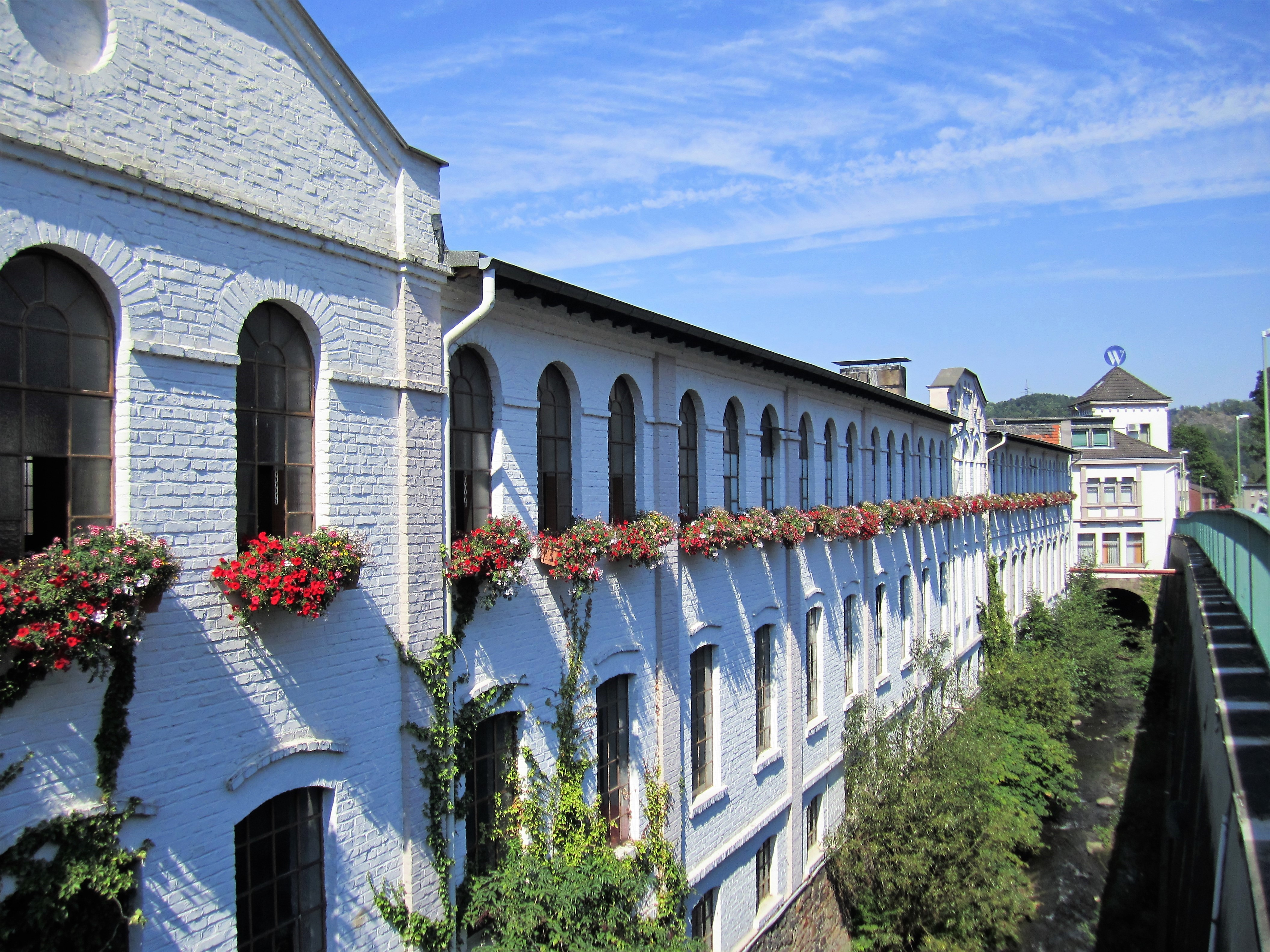
Kaltwalzwerk C.D. Wälzholz

In mehreren Siepen des Nahmer- und Nimmertals konnten Verhüttungen bis ins 14. Jahrhundert durch Scherbenfunde in Sinterhaufen nachgewiesen werden. Die Namensgebung Nahmer erscheint erstmals im Jahre 1437. Als älteste Niederlassung gilt die 1549 erstmals erwähnte Nahmer Kornmühle der Limburger Grafen, die damals am Ausgang des Tales nahe der Mündung des Nahmerbachs in die Lenne lag. Das Nahmertal war Sondereigentum des Limburger Grafen und Teil der großen Limburger Mark. Am 4. November 1571 erlaubte Graf Adolf von Neuenahr dem aus Essen stammenden Burchhard von Stade die Errichtung eines Kupferhammers im Nahmertal. Sein Sohn Clemens von Stade zahlte im Jahr 1619 an das Haus Limburg ein jährlich zu entrichtendes Flussgeld von zwei Goldgulden. Der Kupferhammer war bis in das 18. Jahrhundert hinein das größte Industriewerk im Nahmertal. Später kam der Kupferhammer durch Heirat an die Familie Hengstenberg und ging 1863 in die Firma Borlinghaus auf. Ein Fachwerkhaus des Kupferhammers, damals als Verwaltung genutzt, und ältester Zeitzeuge Hohenlimburger Industriegeschichte, wurde 1922/23 von der Talsohle des Nahmertales in die Schleipenbergstraße umgesetzt.
Limburg war von 1584 bis 1648 im Kölnischen und Dreißigjährigen Krieg fast ununterbrochen der Willkür von Kriegsvölkern ausgeliefert. Laufende Truppendurchzüge, Einquartierungen und die Erpressung gewaltiger Summen Geldes waren an der Tagesordnung. Die meisten Drahtrollen im Nahmer- und Wesselbachtal lagen wüst.
Während der 26-jährigen Besatzung Limburgs (1584–1610) im Kölnischen Krieg erbaute der kurkölnische Statthalter Johann Wrede unter dem Mühlenteich, in direkter Verbindung mit der Kornmühle, eine Sägemühle. Der Mühlenteich wurde 1920 zugeschüttet, beide Mühlen zwecks Vergrößerung der Firma Borlinghaus abgerissen. In den Erlen gab es zudem schon vor 1584 eine Oelmühle, sie wurde 1785 in eine Lohmühle umgewandelt und später bis um 1895 als Kornmühle genutzt. Eine Senfmühle der Familie Hegelich gab es von 1840 bis 1890 am Südende des Wulfeldes.
Im Jahr 1619 gab es im Nahmertal erst 13 Häuser, darunter sechs Drahtrollen, mit ca. 60 bis 80 Personen, während 1765 dort schon 96 Familien gezählt wurden. Einen ersten Aufschwung erlebte das Nahmertal 1740 mit der Einführung der Kratzendrahtfabrikation. Es gab sieben Feindrahtrollen und sieben Grobdrahtrollen. Von 1780 bis 1820 werden im Nahmertal drei Osemundhämmer, zwei Stabhämmer und zwei Reckhämmer erwähnt. Im Jahr 1821 waren im Liegenschaftsbuch der ehemaligen Gemeinde Limburg im Ortsteil Nahmer 100 Grundeigentümer aufgeführt.
In der Zeit des Niedergangs der Drahtindustrie besaß die Kaltwalzindustrie eine internationale Bedeutung, die im Nahmertal ihren Anfang nahm. Am 26. August 1830 lieferte der Essener Unternehmer Alfred Krupp an die 1810 gegründete Fabrik von Johann Peter Hüsecken die ersten gehärteten und geschliffenen Rietwalzen, die Stahldraht zu sehr flachen Streifen, den so genannten Bandstahl, auswalzen konnten, ohne sich durch starke Belastungen schnell abzunutzen. Die Kaltwalzindustrie erlebte im weiteren Verlauf des 19. Jahrhunderts einen raschen Aufschwung und Hohenlimburg konnte sich später zu Recht „Wiege der Kaltwalzindustrie“ nennen.
Wie an einer Perlenkette aufgereiht entstand im Nahmertal eine Fabrik nach der anderen. Scherzhaft auch „Nahmer Industriegasse“ genannt. Um 1925 fanden in den Betrieben über 2000 Arbeiter ihr Auskommen. Von 1900 bis 1980 waren die Firmen mit Anschlussgleisen der Hohenlimburger Kleinbahn im Rollwagenbetrieb mit dem Übergabebahnhof in Hohenlimburg verbunden. Im ersten Betriebsjahr mit 15 Anschlussgleisen, 1915 mit 41 Anschlussgleisen und 1980 waren es zuletzt elf Betriebe mit 19 Anschlussgleisen. Darunter die größeren Werke Borlinghaus & Co. (1943–1964 Hoesch AG), Vereinigte Walz- und Röhrenwerke (WURAG, 1965–1993 Krupp), Drahtwerke Boecker & Röhr (1919 Hoesch AG, heute thyssenkrupp Federn in Oege), Philipp Boecker (heute BWS Philipp Boecker + Wender Stahl GmbH & Co. KG), C.D. Wälzholz GmbH & Co. KG und das wohl älteste Kaltwalzwerk der Welt J. P. Hüsecken & Co. (heute Huesecken Wire GmbH).
Am Lahmen Hasen befand sich ein Stauteich, der so genannte Koenig-See, der nach dem Industriellen Heinrich Koenig benannt war. Der Teich wurde Ende der 1930er Jahre angelegt, um das Kühlwasser für die Firma WURAG zu bevorraten. In den Sommermonaten war damals der See und das an ihm liegende Gasthaus „Zum Lahmen Hasen“ ein beliebtes Ausflugsziel. Im Jahr 1995 wurde der Teich mit Schließung des Krupp Werkes abgelassen. Anfang der 2010er Jahre das sumpfige Arial renaturiert und in ein Biotop umgestaltet.
In der Zeit des Nationalsozialismus spielte sich der Pogrom in Hohenlimburg bei Tageslicht am Vormittag des 10. November 1938 unter den Augen der Bevölkerung ab. Nach einer aufputschenden Rede des Ortsgruppenleiters Wilhelm Boecker auf dem Kronenburgplatz in der Unternahmer, zog eine große Menschenmenge, bestehend aus Einwohnern, Parteimitgliedern, SA-Leuten sowie von ihren Vorgesetzten eigens freigestellten Arbeitern (z. B. der WURAG), in einem öffentlichen Umzug plündernd und brandschatzend durch die Straßen der Stadt. Dabei kam es zu umfangreichen Zerstörungen sowie zur Misshandlung und Inhaftierung mehrerer Juden.

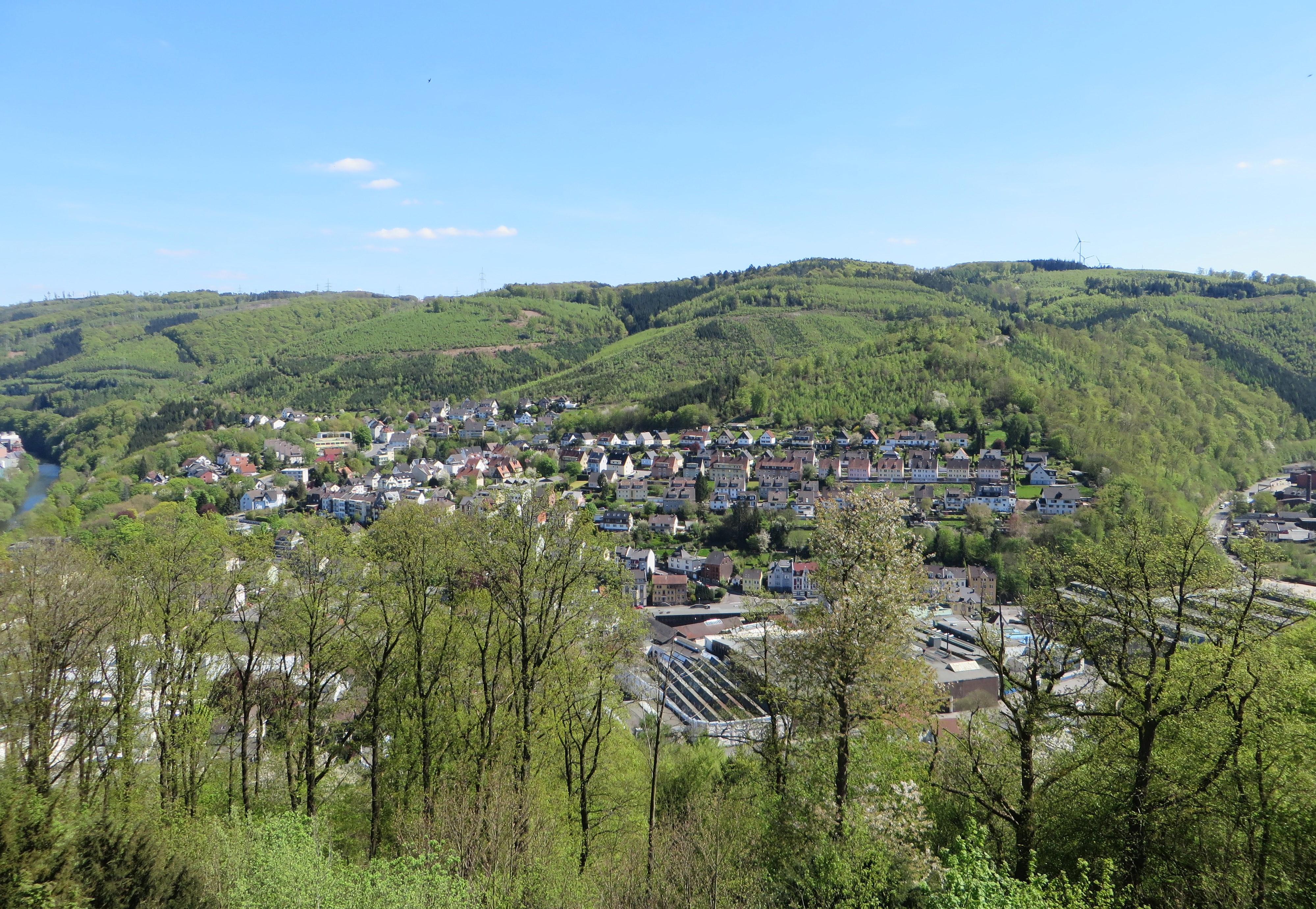
Blick von Schloss Hohenlimburg

Ab 1941 gab es in der Obernahmer ein Zwangsarbeiterlager mit mehreren hundert Menschen aus Frankreich und der Sowjetunion. Im Ausländerlager der WURAG gab es 374 Kriegsgefangene, Ostarbeiter und Ostarbeiterkinder. Bei einem Luftangriff auf Hohenlimburg am 4. Dezember 1944 wurde in der Nahmer das Werk Hoesch AG Borlinghaus und Teile der Kleinbahn zerstört sowie das Speditionslager der Firma Carl Hütsch stark beschädigt. Bei einem weiteren Bombenangriff fielen Anfang 1945 mehrere Fachwerkhäuser am Kronenburgplatz den Bomben zum Opfer. Am 14./15. April 1945 kam es zu Kämpfen zwischen deutschen und US-Truppen, die aus Richtung Lüdenscheid kommend über die Nahmer Schweiz und das Nimmertal nach Hohenlimburg vordrangen. Die Einnahme und Kapitulation der Stadt erfolgte am 16. April 1945 durch das 342. Infanterieregiment der 86. US-Infanteriedivision.
Während es früher im Nahmertal insgesamt 13 Kneipen und die Discothek „Samira“ in der Nahmer Schweiz gab, gibt es heute im Ortsteil nur noch das Restaurant „Zum Adler“ in der Unternahmer.
In der Nacht vom 13. auf den 14. Juli 2021 war die Nahmer von Starkregen betroffen. Die Wetterstation in der Nahmer maß in den drei Stunden zwischen 23 und 2 Uhr insgesamt 167,8 mm Regen (167,8 Liter/m²). Einige Straßen und Wohnhäuser wurden massiv beschädigt sowie die Firmen Huesecken Wire in der Obernahmer, Hesse & Co., Walter Voss und Philipp Boecker + Wender Stahl in der Unternahmer.

## Schulen

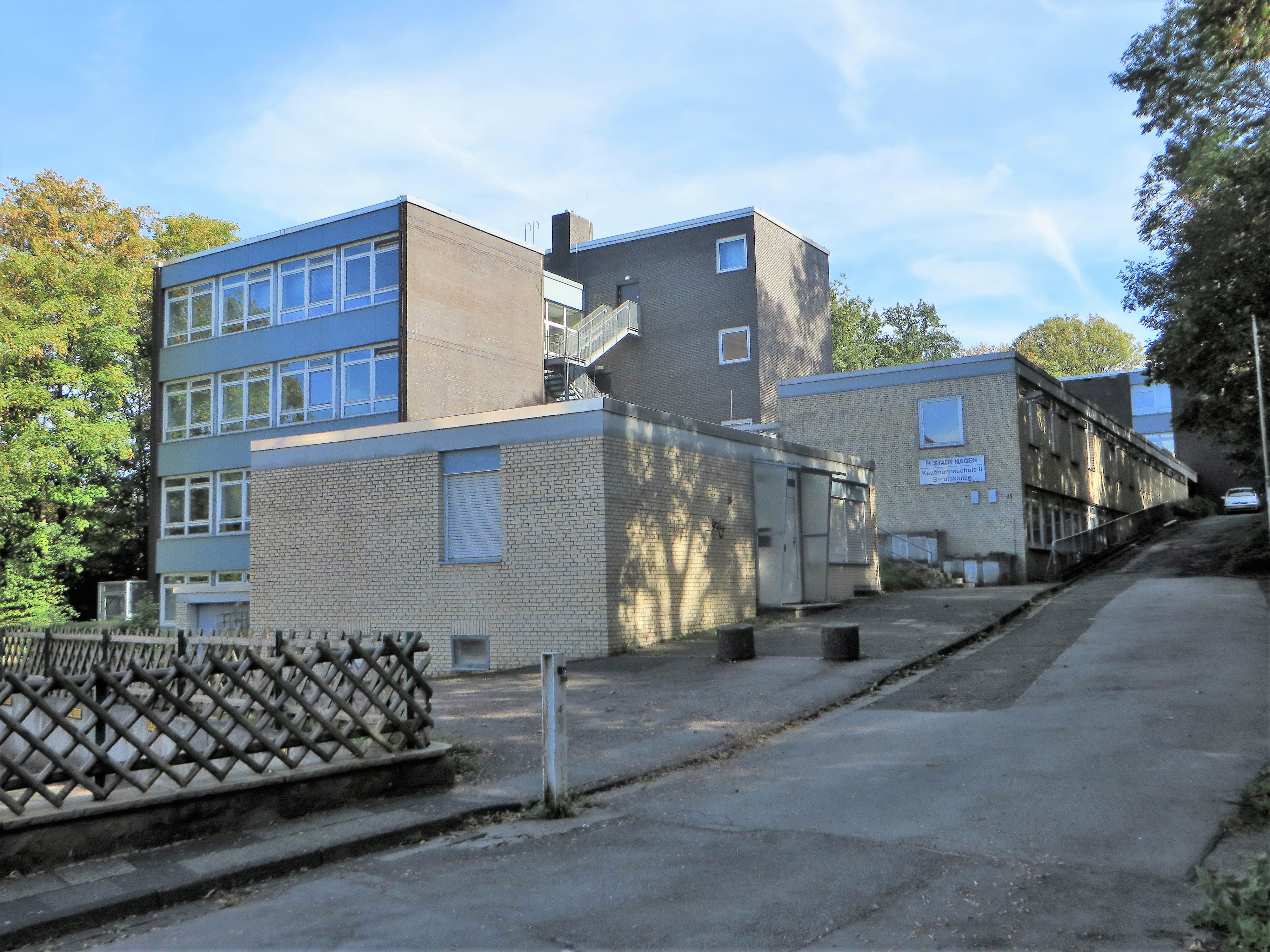
Berufskolleg Kaufmannschule II

Es gab in der Nahmer ab 1870 eine Unternahmer Schule an der Karlstraße sowie eine kath. Unternahmer Schule. Auch in der Obernahmer gab es eine Schule. Alle drei Schulen wurden bei der Schulreform 1968 aufgelöst und danach abgerissen, die Schüler auf die neu erbauten Hauptschule an der Gasstraße und Grundschule Katernberg an der Wilhelmstraße aufgeteilt. Die Hauptschule bekam 1974 noch einen Erweiterungsbau. Heute befindet sich hier ein Standort des Berufskollegs Kaufmannsschule II der Stadt Hagen. Die Katernbergschule wurde 2014 geschlossen; in ihr befindet sich heute die Berufsschule „Rettungsdienst“ der Feuerwehr Hagen. In einem ehemaligen Gebäude der Firma Krupp an der Obernahmer Straße 9 gibt es die Wilhelm-Busch-Schule, eine Förderschule (Sekundarstufe I) für emotionale und soziale Entwicklung der Stadt Hagen.

## Infrastruktur
Im Jahr 1900 wurde in der Gaststätte Oberhoff (später Hubertussaal) in der Obernahmer die Freiwillige Feuerwehr Nahmer gegründet (heute mit der Löschgruppe in der Unternahmer, Gerätehaus Gasstraße). An den öffentlichen Nahverkehr ist der Ortsteil durch die Buslinie 538 der Hagener Straßenbahn AG angebunden, die bis zum Bahnhof Hagen-Vorhalle und zur Mühlenstraße in Herdecke fährt. Die Landschaft um den Ortsteil wird durch den 12,5 km langen Nahmer Rundweg, vom Sauerländischen Gebirgsverein als A 4 gekennzeichnet, erschlossen.

## Persönlichkeiten

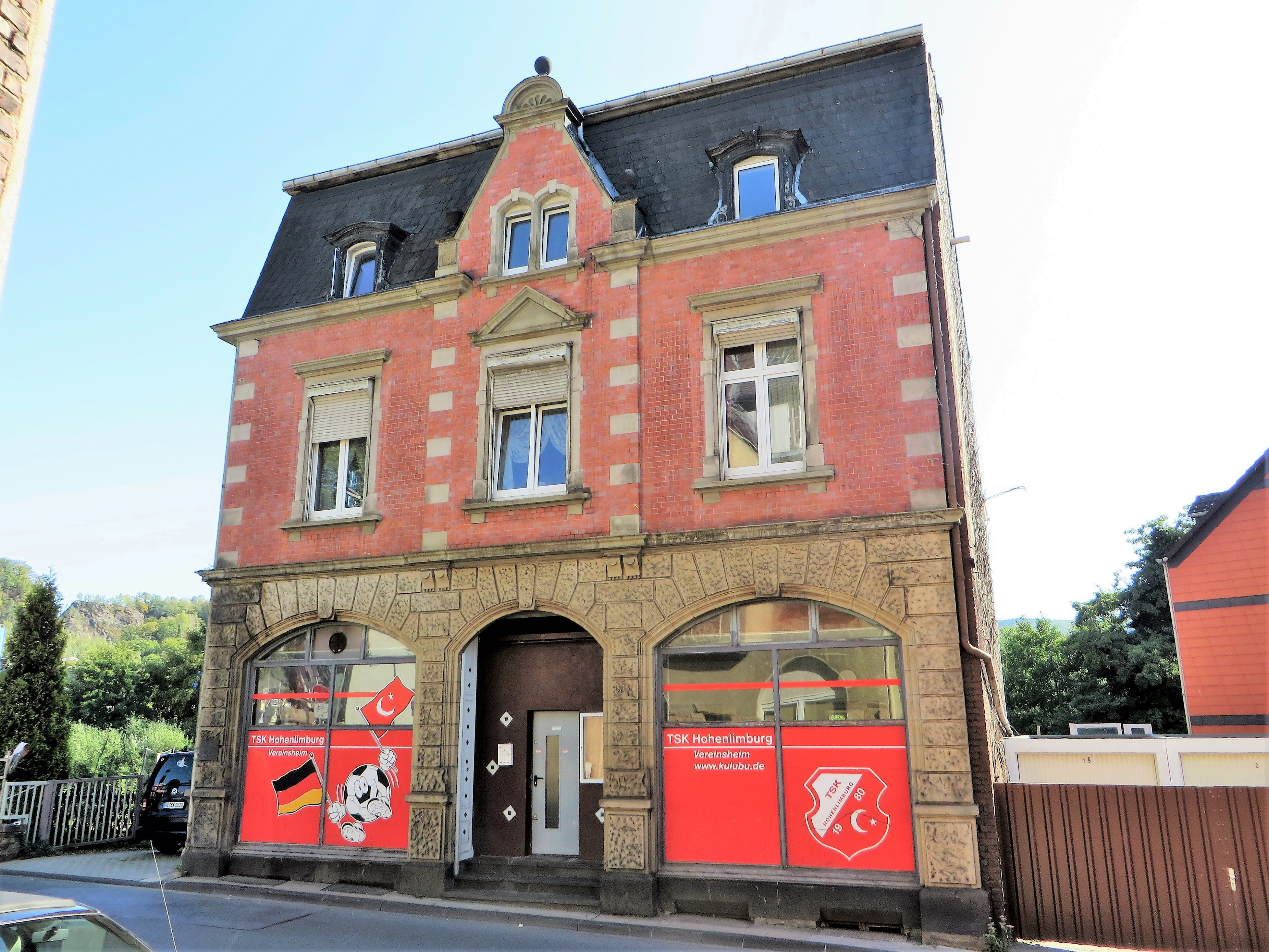
Haus Böing Lenneuferstraße 33

- Wilhelm II. Böing (* 3. Mai 1846 in Limburg a. d. Lenne; † 10. Januar 1890 in Detroit/USA), wanderte 1868 von Limburg in die USA aus und wurde Holzhändler in Detroit. Er war der Vater von William Edward Boeing, 1916 Begründer der Boeing-Flugzeugwerke. Der Urvater der Böings in der Nahmer war Johann Hermann I. Böing, Bürgermeister von Limburg und 1723 Betreiber eines Kleinhandelsgeschäfts am Eingang zum Nahmertal (heute Lenneuferstraße 33). Sohn Johann Hermann II. Böing übernahm 1786 das Geschäft und war zudem Reidemeister und Kirchmeister. Er und sein Bruder Johann Peter Böing begannen 1754 mit der Verarbeitung von Osemundeisen und der Drahtherstellung. Ihr Bruder, Dr. med. Conrad Böing, war der erste wissenschaftlich gebildete Arzt Limburgs (1760–1815). Gottfried Böing, Sohn von Johann Peter Böing, errichtet 1803 einen Reckhammer und eine Grobdrahtrolle im Langenkamp. Der Vater von Wilhelm II. Böing, Kaufmann Wilhelm I. Böing starb 1878 in der Nahmer. Dessen zweiter Sohn Ludwig Böing war Kaiserl. Kommerzienrat und Besitzer eines Industrieunternehmens in Mühlhausen (Elsass). Das alte Böing-Fachwerkhaus musste 1898 dem Kleinbahnbau weichen, aber etwas versetzt an gleicher Stelle im neuzeitlichen Stil wieder errichtet. Bis Mitte der 1960er Jahre zuletzt mit der Drogerie von Paul Böing (heute ein Vereinslokal). Eine Bronzetafel am Haus erinnert an Wilhelm II. Böing und an seinen Sohn William Edward Boeing.[17] Im Mai 2014 begab sich der Präsident von Boeing-Deutschland, Dr. Matthew Ganz, auf die Spuren seines Firmengründers. Gemeinsam mit dem heimischen Bundestagsabgeordneten René Röspel besichtigte er das Haus an der Lenneuferstraße 33.
- Johann Peter Hüsecken (* 11. April 1768 in Limburg a. d. Lenne; † 30. Juli 1840 ebenda), Besitzer einer Drahtrolle, Fabrikant und Erfinder des Kaltwalzens
- Hans Junius (* 26. Mai 1888 in Neumünster; † 22. Januar 1968 in Hohenlimburg), deutscher Industrieller (C.D. Wälzholz)

## Vereine
- ATS Hohenlimburg-Nahmer 1879 e. V.
- Elseyer-Nahmer-Männerchor
- Billard Sportverein Hohenlimburg 1936 e. V.